# Yegor Remizov
Yegor Valeryevich Remizov (tiếng Nga: Егор Валерьевич Ремизов; sinh ngày 15 tháng 11 năm 1999) là một cầu thủ bóng đá người Nga. Anh thi đấu cho F.K. Dynamo Sankt Peterburg.

## Sự nghiệp câu lạc bộ
Anh có màn ra mắt tại Giải bóng đá chuyên nghiệp quốc gia Nga cho F.K. Dynamo-2 Sankt Peterburg vào ngày 11 tháng 8 năm 2017 trong trận đấu với FC Pskov-747.